# A Gentleman's Gentleman (film 1913)
A Gentleman's Gentleman è un cortometraggio muto del 1913 scritto e diretto da Bannister Merwin.

## Trama
Trama di Moving Picture World synopsis in (EN)  su IMDb

## Produzione
Il film fu prodotto dalla Edison Company.

## Distribuzione
Distribuito dalla General Film Company, il film - un cortometraggio in una bobina - uscì nelle sale cinematografiche statunitensi il 4 luglio 1913.